# اداین
اداین یا به زبان کوئنیا، آتانی یا آتان، در رشته افسانه‌های جی. آر. آر. تالکین، به انسان‌هایی گفته می‌شود که در دوره نخست به سوی بلریاند هجرت کردند و با الف‌ها رابطهٔ دوستانه داشتند. در زبان سینداری مفرد اداین، اَدَن می‌شود. در ابتدا این واژه به تمام انسان‌ها داده می‌شد اما در دورهٔ دوم تنها به انسان‌های بلریاند ادن گفته شد.
اداین به سه خاندان تقسیم شدند:
- خاندان بئور، افرادی با موهای تیره و چهارشانه که بیشتر به الف‌های نولدور مانندند. آنها در نهایت در زمین‌های دورتونیون ساکن شدند. آنها به فین‌گولفین وفادار ماندند.
- خاندان هالت، افرادی با موهای تیره و اندامی ریزنقش نسبت به خاندان بئور؛ آنها خود را از دیگر انسان‌ها جدا کردند و در نهایت اجازه یافتند در جنگل برثیل، بخشی از دوریات ساکن شوند. آنها معمولاً از جنگ پرهیز می‌کردند.
- خاندان هادور، افرادی بلندقامت با موهای طلایی که به وانیار بسیار شبیه بودند. شمار آنها زیاد بود و در نهایت در هیتلوم ساکن شدند. آنها به فین‌گولفین وفادار ماندند.